# Konstanty Popiel (nauczyciel)
Konstanty Popiel (ur. 10 stycznia 1884 w Rzochowie, zm. 12 maja 1965 tamże) – polski nauczyciel i działacz społeczny.
Jego żoną była Eleonora Rogalska, z tego związku narodziło się pięcioro dzieci: Barbara, Stanisław, Janina, Ludmiła i Kazimierz. Jego bratem był Karol Popiel.

## Życiorys
W 1895 roku ukończył szkołę społeczną w Rzochowie, następnie, w latach 1896–1899 uczęszczałdo szkoły męskiej w Mielcu. W latach 1900–1904 pobierał nauki w Seminarium Nauczycielskim w Tarnowie. Egzamin kwalifikacyjny złożył trzy lata później w Przemyślu.
Przed I wojną światową prowadził nauczanie początkowe w pałac Szaszkiewiczów w Rzemieniu. Brał udział w I wojnie światowej, dostał się do niewoli rosyjskiej i jako więzień wojenny przebywał w Tiumeniu, Wielkiej Berezce (obwód czernichowski) i Kazaniu.
W 1922 został kierownikiem szkoły w Zarowniu. Trzy lata później został oddelegowany przez Kuratora O.K Kraków do powiatu włodzimierskiego, tam, jako współpracownik przeprowadził organizację szkolnictwa w myśl ustawy z dnia 31/7/1924. W 1933 został kierownikiem szkoły w Chorzelowie, gdzie pełniąc obowiązki służbowe jako nauczyciel udzielał się również w pracy oświatowo społecznej. 
Przez 23 lata był sekretarzem Okręgowego Towarzystwa Rolniczego w Mielcu. Organizował m.in. „przysposobienie rolnicze”, kursy oświatowe, zjazdy rejonowe, dożynki powiatowe, wycieczki krajoznawcze itp. Jako prezes Powiatowego Związku Młodzieży Ludowej, został również wybrany członkiem Zarządu Głównego M.Z.M.K w Krakowie. Publikował artykuły  w „Przewodniku Kółek i Spółek Rolniczych”.
W czasie okupacji prowadził tajne nauczanie na terenie Chorzelowa, przygotowując kilku uczniów szkoły średniej do egzaminu. Szkoła w Chorzelowie (której był w owym czasie kierownikiem) była zajęta przez wojska hitlerowskie, więc nauczanie prowadził w wynajętym domu w Maliniu (u matki Tadeusza Ryczaja).
Na terenie gminy Tuszów Narodowy przebywało wielu uchodźców ze wschodu oraz około 200 więźniów Majdanka, będących robotnikami przymusowymi, zorganizował Komitet Opiekuńczy, którego był prezesem. Zaopatrywał podopiecznych w żywność, odzież, obuwie itp. Raz na tydzień wysyłał do obozu jeńców w Pustkowie po 2 furmanki żywności, które zbierał od okolicznej ludności przy pomocy zrzeszonych w komitecie nauczycieli.
Był członkiem oraz założycielem „Ogniska” w Przecławiu i członkiem Zarządu „Ogniska” w Padwi. Przez 2 kadencje był prezesem Zarządu Powiatowego Z.N.G w Mielcu.
Był członkiem m.in. Powiatowego Komitetu Przysposobienia Rolniczego, Powiatowego Komitetu Wychowania Fizycznego, członkiem zarządu Spółdzielni Nauczycielskiej „Ogniwo”, Kasy Pożyczkowo-Oszczędnościowej oraz rady nadzorczej banku Społem w Mielcu. Pracował również jako przewodniczący zarządu Kasy Stefczyka w Chorzelowie, prezesem zarządu Spółdzielni „Samopomoc Chłopska” oraz przewodniczącym lokalnego Związku Młodzieży Wiejskiej RP „Wici”. Działał również w ochotniczej straży pożarnej, pełniąc funkcję prezesa OSP w Zarowniu i członka zarządu OSP w Chorzelowie.

## Ordery i odznaczenia
- Srebrny Krzyż Zasługi (dwukrotnie: 10 listopada 1933[2], 3 lipca 1948[3])
- Medal Dziesięciolecia Odzyskanej Niepodległości (1928)
- Srebrny Medal za Długoletnią Służbę (1938)
- Odznaka honorowa „Za ofiarną pracę” (1932)

## Wybrane nagrody i uznania
| LP | DATA       | ORGAN                                                | POWÓD UZNANIA                                                                              | RODZAJ UZNANIA                    |
| -- | ---------- | ---------------------------------------------------- | ------------------------------------------------------------------------------------------ | --------------------------------- |
| 1  | 1948/06/30 | Ministerstwo Oświaty                                 | uznaniu pracy w dziedzinie wychowania i demokratycznego(?) podnoszenia poziomu szkolnictwa | podziękowanie i pochwala          |
| 2  | 1948/05/1  | Kurator O.S Rzeszów                                  | za ofiarną pracę                                                                           | podziękowanie i nagroda pieniężna |
| 3  | 1922/08/14 | Rada Szkoły Gm.                                      | za sumienną i wydajną pracę                                                                | Dekret pochwalny                  |
| 4  | 1922/02/23 | Rada Szkoły Gm.                                      | za sumienną obywatelska pracę                                                              | Dekret pochwalny                  |
| 5  | 1907/07/18 | Rada Szkoły Gm.                                      | za gorliwą pracę                                                                           | Dekret pochwalny                  |
| 6  | 1917/8/7   | Rady Zw. Tow w Mielcu                                | za gorliwą i sumienną pracę oświatową w szkole i poza szkołą                               | Dekret pochwalny                  |
| 7  | 1921/2/24  | Okręgowe Towarzystwo Rolnicze                        | Za działalność w OTR Mielec                                                                | Dekret pochwalny                  |
| 8  | 1917/10/21 | Rada Małopolskiego Towarzystwa Rolniczego w Krakowie | Za działalność w OTR Mielec                                                                | Dekret pochwalny                  |